# مسئله سه جسم (رمان)
مسئله سه جسم (انگلیسی: The Three-Body Problem) رمانی علمی تخیلی از نویسنده چینی لیو سیشین است که عنوان آن به مسئله سه جسم در مکانیک مداری اشاره دارد. این اولین رمان از سه‌گانه یادآوری گذشته زمین است و دو جلد بعدی آن نیز جنگل تاریک و پایان مرگ نام دارند.
این کتاب در ایران با عنوان سه جرم کیهانی ترجمه شده است.